# برندی تیلر
برندی تیلر (انگلیسی: Brandy Talore؛ زاده ۲ فوریهٔ ۱۹۸۲) یک بازیگر پورنوگرافی اهل ایالات متحده آمریکا است.